# Fratte Rosa
Fratte Rosa – miejscowość i gmina we Włoszech, w regionie Marche, w prowincji Pesaro i Urbino.
Według danych na rok 2004 gminę zamieszkiwały 1034 osoby, 68,9 os./km².